# Lista de gêneros operísticos

O Foire Saint-Germain de Paris, por volta de 1763, após o incêndio de 1762.

O teatro de Nicolet no Foire Saint-Laurent, por volta de 1786.

No início do século XVIII, o Théâtre de la foire, em Paris - um nome coletivo para os teatros da feiras anuais realizadas em Saint-Germain, Saint-Laurent e, posteriormente, Saint-Ovide - ofereciam performances que tinham tanto música e quanto diálogos falados. Chamados inicialmente de comédie en vaudeville, acabaram por se desenvolver na opéra comique. O Théâtre de la foire surgiu em Londres na década de 1720, e acabou sendo imitado na forma da ballad opera inglesa, que por sua vez estimulou a criação do Singspiel alemão.

Esta página é uma lista inclusiva de gêneros operísticos, citando todos os nomes alternativos.
Opera é uma palavra italiana (uma forma reduzida de opera in musica), que no entanto não era comumente utilizada na Itália (ou em qualquer outro país) para se referir tanto ao gênero quanto especificamente às obras. A maior parte dos compositores utilizava designações mais precisas e específicas ao apresentar suas obras para o público. Frequentemente gêneros específicos de ópera eram comissionados por teatros ou mecenas, embora o formato final da obra pudesse sempre desviar-se em maior ou menos escala da norma do gênero, dependendo da inspiração e inclinação do compositor). Os gêneros operísticos não são exclusivos; algumas óperas são classificadas como pertencentes a diversos deles. Em caso de dúvida a única autoridade acaba sendo o próprio compositor.

## Definições
Os gêneros operísticos foram definidos de diversas maneiras, embora nem sempre em termos de regras estilísticas. Alguns, como a opera seria, se referem a tradições identificadas por historiadores posteriores, enquanto outros, como a Zeitoper, foram definidos por seus próprios criadores. Outras formas foram associadas com determinado teatro, como por exemplo a opéra comique e o teatro homônimo, ou a opéra bouffe e o Théâtre des Bouffes Parisiens.
Esta lista não inclui termos não-históricos, vagos ou meramente descritivos, tais como 'ópera de resgate','ópera cômica', 'ópera sacra', 'ópera trágica' ou 'ópera de um ato', etc. Os termos foram utilizados em seu idioma original para evitar possíveis ambiguidades numa tradução para o português.

## Lista
| Gênero                                       | Língua               | Descrição | Primeiro exemplo conhecido                               | Principais obras | Último exemplo conhecido             | Compositores célebres                                                     | Refs.        |
| -------------------------------------------- | -------------------- | --- | -------------------------------------------------------- | --- | ------------------------------------ | ------------------------------------------------------------------------- | ------------ |
| Acte de ballet                               | Francês              | Uma opéra ballet que consistia de uma única entrada. Século XVIII. |                                                          | Les fêtes de Ramire (1745), Anacréon (1754), |                                      | Rameau                                                                    | [ 5 ]        |
| Afterpiece                                   | Inglês               | Ópera curta ou pantomima do fim do século XVIII/início do XIX executada após uma peça completa. |                                                          | The Padlock (1768) |                                      | Dibdin                                                                    | [ 5 ]        |
| Azione sacra                                 | Italiano             | Literalmente, 'ação sacra'. Ópera do fim do século XVII/início do século XVIII, com tema religioso. Executada na corte em Viena. |                                                          | L'humanità redenta (Draghi, 1669) |                                      | Draghi, Bertali, Pietro Andrea Ziani, Giovanni Battista Pederzuoli, Cesti | [ 5 ]        |
| Azione sepolcrale                            | Italiano             | nome alternativo para azione sacra |                                                          | |                                      |                                                                           | [ 5 ]        |
| Azione scenica                               | Italiano             | nome alternativo para azione teatrale |                                                          | | Al gran sole carico d'amore (1975)   |                                                                           | [ 5 ]        |
| Azione teatrale (plural: azioni teatrali)    | Italiano             | Pequena ópera ou peça musical de um ato. Forma arcaica de ópera de câmara, popular nos séculos XVII e XVIII (ver também festa teatrale, gênero semelhante porém numa escala maior.) |                                                          | Le cinesi (1754), Il sogno di Scipione (1772), L'isola disabitata (1779) |                                      | Gluck, Mozart, Haydn                                                      | [ 5 ]        |
| Ballad opera                                 | Inglês               | Forma de entretenimento originária da Londres do século XVII, como uma reação à ópera italiana. Os primeiros exemplos utilizavam baladas populares já existentes com letras extraídas de textos satíricos. Também popular em Dublin, na Irlanda, e na América anglófona, influenciou o Singspiel alemão e a ópera do século XX. | The Beggar's Opera (1728)                                | Love in a Village (1762), Hugh the Drover (1924), The Threepenny Opera (1928)                                                                                               |                                      | Pepusch, Coffey, Arne, Weill                                              | [ 5 ]        |
| Ballet héroïque                              | Francês              | Literalmente 'balé heróico', tipo de opéra ballet com temas heróicos e exóticos, da primeira metade do século XVII. | Les festes grecques et romaines (Colin de Blamont, 1723) | Zaïde, reine de Grenade (1739), Les fêtes de Paphos (1758) |                                      | Royer, Mondonville, Mion                                                  | [ 5 ]        |
| Bühnenfestspiel                              | Alemão               | Literalmente, foi a descrição dada por Richard Wagner às quatro óperas do Der Ring des Nibelungen. |                                                          | |                                      | Wagner                                                                    | [ 5 ]        |
| Bühnenweihfestspiel                          | Alemão               | Literalmente, 'ritual cênico de sagração', descrição dada por Wagner para sua obra Parsifal. |                                                          | |                                      | Wagner                                                                    | [ 5 ]        |
| Burla                                        | Italiano             | nome alternativo para a burletta |                                                          | |                                      |                                                                           | [ 5 ]        |
| Burletta                                     | Italiano             | Literalmente, 'piadinha'. Termo informal para peças cômicas no século XVIII, utilizado na Inglaterra para intermezzos e obras pequenas e satíricas. |                                                          | The Recruiting Serjeant (1770) |                                      | Dibdin                                                                    | [ 5 ]        |
| Burletta per musica                          | Italiano             | nome alternativo para a burletta |                                                          | Il vero originale (Mayr 1808) |                                      |                                                                           |              |
| Burlettina                                   | Italiano             | nome alternativo para a burletta |                                                          | |                                      |                                                                           | [ 5 ]        |
| Characterposse                               | Alemão               | Forma especializada da Posse mit Gesang, concentrada em determinados personagens. |                                                          | |                                      |                                                                           | [ 5 ]        |
| Comédie en vaudeville                        | Francês              | Forma de entretenimento dos teatros de feira de Paris do fim do século XVII, que misturavam canções vaudeville populares com comédia. No século XVIII desenvolveu-se na opéra comique, e influenciou diretamente a ballad opera inglesa e, indiretamente, o Singspiel alemão. |                                                          | |                                      |                                                                           |              |
| Comédie lyrique                              | Francês              | Literalmente 'comédia lírica', descrição utilizada no século XVIII por Jean-Philippe Rameau, tornou-se posteriormente, no século XIX, um nome alternativo para a opéra lyrique. |                                                          | Platée (1745), Les Paladins (1760) |                                      | Rameau                                                                    | [ 7 ]        |
| Comédie mêlée d'ariettes                     | Francês              | Literalmente, 'comédia misturada com pequenas árias', forma arcaica da opéra comique francesa que data do século XVIII. |                                                          | La rencontre imprévue (1764), Tom Jones (1765), Le déserteur (1769), Zémire et Azor (1771)                                                                                  |                                      | Gluck, Grétry                                                             |              |
| Commedia                                     | Italiano             | Abreviação de commedia in musica |                                                          | Il barbiere di Siviglia (1816) |                                      |                                                                           |              |
| Commedia in musica                           | Italiano             | Nome alternativo da opera buffa |                                                          | |                                      |                                                                           | [ 8 ]        |
| Commedia per musica                          | Italiano             | Nome alternativo para a opera buffa |                                                          | La pastorella nobile (1788) |                                      |                                                                           | [ 8 ]        |
| Componimento da camera                       | Italiano             | Nome alternativo para a azione teatrale |                                                          | |                                      |                                                                           | [ 5 ]        |
| Componimento dramatico                       | Italiano             | Nome alternativo para a azione teatrale |                                                          | |                                      |                                                                           | [ 5 ]        |
| Componimento pastorale                       | Italiano             | Nome alternativo para a azione teatrale |                                                          | La danza (Gluck, 1755) |                                      | Gluck                                                                     | [ 5 ]        |
| Conte lyrique                                | Francês              | Nome alternativo para a opéra lyrique |                                                          | Grisélidis (Massenet, 1901) |                                      |                                                                           | [ 5 ]        |
| Divertimento giocoso                         | Italiano             | Nome alternativo para a opera buffa |                                                          | |                                      |                                                                           | [ 8 ]        |
| Dramatic (ou dramatick) opera                | Inglês               | Nome alternativo para a semi-opera |                                                          | |                                      |                                                                           |              |
| Drame forain                                 | Francês              | Nome alternativo para a Comédie en vaudeville |                                                          | |                                      |                                                                           | [ 5 ]        |
| Drame lyrique                                | Francês              | Literalmente 'drama lírico'. (1) Termo utilizado no século XVIII. (2) Reinventado no fim do século XIX/início do século XX para descrever o gênero operístico surgido a partir da opéra comique, influenciado por Massenet. |                                                          | Echo et Narcisse (1779), La marquise de Brinvilliers (1831), Werther (1892), Briséïs (1897), Messidor (1897)                                                                |                                      | Gluck, Chabrier, Bruneau, Erlanger                                        | [ 5 ]        |
| Dramma bernesco                              | Italiano             | Nome alternativo para a opera buffa |                                                          | |                                      |                                                                           | [ 8 ]        |
| Dramma comico                                | Italiano             | Nome alternativo para a opera buffa, usado no fim do século XVIII/início do século XIX. Também utilizado para o gênero que o substituiu a partir de meados do século XIX, com a eliminação dos recitativos. |                                                          | |                                      |                                                                           | [ 8 ]        |
| Dramma comico per musica                     | Italiano             | Nome alternativo para o dramma comico |                                                          | |                                      |                                                                           |              |
| Dramma di sentimento                         | Italiano             | Nome alternativo para a opera semiseria |                                                          | |                                      |                                                                           | [ 5 ]        |
| Dramma eroicomico                            | Italiano             | Literalmente 'drama heróico-cômico'. Opera buffa do fim do século XVIII com algum conteúdo heróico. |                                                          | Orlando paladino (1782), Palmira, regina di Persia (1795) |                                      | Haydn, Salieri                                                            | [ 5 ]        |
| Dramma giocoso (plural drammi giocosi)       | Italiano             | Literalmente 'drama jocoso'. Forma de meados do século XVIII que se desenvolveu a partir da opera buffa, caracterizada pela adição de situações e papeis sérios, até mesmo trágicos, à parte cômica (efetivamente um subgênero da opera buffa surgido no século XVIII). |                                                          | La scuola de' gelosi (1778), La vera costanza (1779), Il viaggio a Reims (1825),                                                                                            |                                      | Haydn, Mozart, Salieri, Sarti, Rossini, Donizetti                         | [ 5 ]        |
| Dramma giocoso per musica                    | Italiano             | Forma não-abreviada de dramma giocoso |                                                          | |                                      |                                                                           |              |
| Dramma pastorale                             | Italiano             | Literalmente 'drama pastoral'. Utilizado para algumas das primeiras óperas, até o início do século XVIII. |                                                          | Eumelio (Agazzari, 1606), La fede riconosciuta (A Scarlatti, 1710) |                                      | A Scarlatti, Sarti                                                        | [ 5 ]        |
| Dramma per musica (plural drammi per musica) | Italiano             | Literalmente 'drama para música', ou 'peça destinada a ser musicada' (ou seja, um libreto). Posteriormente tornou-se um sinônimo de opera seria; no século XIX também foi usada para designar a ópera séria. |                                                          | Erismena (1656), Tito Manlio (1719), Paride ed Elena (1770), Idomeneo (1781), Rossini's Otello (1816)                                                                       |                                      | A Scarlatti, Cavalli, Vivaldi, Sarti, Gluck, Mozart                       | [ 5 ]        |
| Dramma semiserio                             | Italiano             | Nome alternativo para a opera semiseria |                                                          | Torvaldo e Dorliska (1815) |                                      |                                                                           |              |
| Dramma tragicomico                           | Italiano             | Nome alternativo para a opera semiseria. |                                                          | Axur, re d'Ormus (1787) |                                      |                                                                           | [ 5 ]        |
| Entr'acte                                    | Francês              | Nome francês para o intermezzo |                                                          | |                                      |                                                                           | [ 5 ]        |
| Episode lyrique                              | Francês              | Nome alternativo para a opéra lyrique |                                                          | |                                      |                                                                           | [ 5 ]        |
| Fait historique                              | Francês              | Fim do século XVIII/início do século XIX. Opéra ou opéra comique baseada na história francesa, especialmente popular durante a Revolução Francesa. | L'incendie du Havre (1786)                               | Joseph Barra (Grétry 1794), Le pont de Lody (Méhul 1797), Milton (1804) |                                      | Grétry, Méhul, Spontini                                                   | [ 5 ] [ 10 ] |
| Farsa (plural farse)                         | Italiano             | Literalmente 'farsa'. Forma de ópera em um ato, por vezes com danças, associadas com Veneza e, mais especificamente, o Teatro San Moisè, no fim do século XVIII e início do século XIX. |                                                          | La cambiale di matrimonio (1810), L'inganno felice (1812), La scala di seta (1812), Il signor Bruschino (1813), Adina (1818)                                                |                                      | Rossini                                                                   | [ 11 ]       |
| Farsetta                                     | Italiano             | Literalmente 'farsinha', nome alternativo para a farsa |                                                          | |                                      |                                                                           | [ 11 ]       |
| Feenmärchen                                  | Alemão               | Nome alternativo para a Märchenoper |                                                          | |                                      |                                                                           | [ 12 ]       |
| Festa teatrale                               | Italiano             | Uma versão mais grandiosa da azione teatrale, realizada como parte de uma celebração na corte (de um casamento, por exemplo), associada tipicamente com Viena. | Il pomo d'oro (Cesti, 1668)                              | |                                      | Draghi, Fux, Caldara                                                      | [ 5 ]        |
| Geistliche Oper                              | Alemão               | Literalmente 'ópera sacra', gênero inventado pelo compositor russo Anton Rubinstein para suas óperas-oratórios em alemão. | Das verlorene Paradies (Rubinstein, 1856)                | Der Thurm zu Babel (1870), Sulamith (1883), Moses (1894) | Christus (Rubinstein, 1895)          | Rubinstein                                                                | [ 13 ]       |
| Género chico                                 | Espanhol             | Literalmente 'gênero pequeno', tipo de zarzuela que difere da zarzuela grande por sua brevidade e apelo popular. |                                                          | |                                      | Ruperto Chapí                                                             |              |
| Género grande                                | Espanhol             | Nome alternativo para a zarzuela grande |                                                          | |                                      |                                                                           |              |
| Grand opéra                                  | Francês              | Gênero do século XIX, costumeiramente com 4 ou 5 atos, para grandes elencos e orquestras e encenações espetaculares, frequentemente baseadas em temas históricos. Associado particularmente com o Théâtre de l'Académie Royale de Musique (1820s a c. 1850), porém obras semelhantes foram criadas em outros países. | La muette de Portici (1828)                              | Robert le diable (1831), La Juive (1835), Les Huguenots (1836) | Patrie! (Paladilhe, 1886)            | Meyerbeer, Halévy, Verdi                                                  |              |
| Handlung                                     | Alemão               | Literalmente 'ação' ou 'drama', descrição de Wagner para a sua Tristan und Isolde. |                                                          | |                                      | Wagner                                                                    |              |
| Intermezzo                                   | Italiano             | Intervalo cômico inserido entre atos das opere serie no início do século XVIII, tipicamente envolviam pastelão, disfarces, etc. Espalhou-se pela Europa na década de 1730, e antecedeu a opera buffa. | Frappolone e Florinetta (Gasparini?, 1706)               | La serva padrona (1733) |                                      | Pergolesi, Hasse                                                          | [ 14 ]       |
| Liederspiel                                  | Alemão               | Literalmente 'canção-peça', gênero do início do século XIX em que um texto já existente, normalmente muito conhecido, era adaptado a uma nova música e inserido numa peça falada. | Lieb' und Treue (Reichardt, 1800)                        | Kunst und Liebe (Reichardt, 1807) |                                      | Reichardt Lindpaintner                                                    | [ 15 ]       |
| Lokalposse                                   | Alemão               | Forma especializada da Posse mit Gesang concentrada em temas do cotidiano, associada com o dramaturgo Karl von Marinelli. |                                                          | |                                      |                                                                           | [ 5 ]        |
| Märchenoper                                  | Alemão               | 'Ópera de conto de fadas', gênero da ópera do século XIX quase sempre com um tema sobrenatural, semelhante à Zauberoper. |                                                          | Hänsel und Gretel (1893) |                                      | Humperdinck, Siegfried Wagner                                             | [ 12 ]       |
| Märchenspiel                                 | Alemão               | Nome alternativo para a Märchenoper |                                                          | |                                      |                                                                           | [ 12 ]       |
| Melodramma                                   | Italiano             | Termo geral utilizado no século XIX para a ópera em geral, em oposição às desingnações mais específicas. |                                                          | |                                      |                                                                           | [ 16 ]       |
| Melodramma serio                             | Italiano             | Nome alternativo para a opera seria |                                                          | |                                      |                                                                           |              |
| Musikdrama                                   | Alemão               | Termo associado com as óperas do final da carreira de Wagner, repudiado, no entanto, pelo próprio compositor. Ainda assim foi utilizado amplamente por compositores pós-wagnerianos. |                                                          | Tiefland (1903), Salome (1905), Der Golem (d'Albert 1926) |                                      | d'Albert, Richard Strauss                                                 | [ 5 ] [ 17 ] |
| Opéra                                        | Francês              | Opéra, referindo-se a obras individuais: 1. Ocasionalmente utilizado no século XVIII para se referir a óperas foram dos gêneros mais comuns e específicos. 2. No fim do século XIX e início do século XX, uma opéra é uma "obra lírica em francês apresentada sobre o palco e cantada em toda sua extensão" contrastando com a opéra comique, que misturava canto e diálogo falado. A opéra (que incluía a grand opéra), era associada à Opéra de Paris (a Opéra). Também é utilizada em algumas obras de teor mais sério na Opéra-Comique.                                   |                                                          | Naïs (1749), Fernand Cortez (1809), Moïse et Pharaon (1827), Les vêpres siciliennes (1855), Roméo et Juliette (1867)                                                        |                                      | Grétry, Spontini, Rossini, Verdi, Gounod                                  | [ 18 ]       |
| Opéra-ballet                                 | Francês              | Gênero com mais danças do que a tragédie en musique, costumeiramente com um prólogo e diversos atos semi-independentes (chamados de entrées), seguindo um determinado tema. | L'Europe galante (1697)                                  | Les élémens (1721), Les Indes galantes (1735), Les fêtes d'Hébé (1739) |                                      | Destouches, Rameau                                                        | [ 5 ]        |
| Opera ballo                                  | Italiano             | Grand opéra italiana do século XIX. |                                                          | Il Guarany (1870), Aida (1871), La Gioconda (opera) (1876) |                                      | Carlos Gomes, Verdi, Ponchielli                                           | [ 19 ]       |
| Opera buffa (plural, opere buffe)            | Italiano             | Principal gênero da ópera Cômica nos séculos XVIII e XIX, originário de Nápoles (especialmente do Teatro dei Fiorentini), sua popularidade se espalhou durante a década de 1730, especialmente em Veneza, onde o desenvolvimento do gênero foi influenciado pelo dramaturgo/libretista Carlo Goldoni. Tipicamente tinha três atos, ao contrário do intermezzo, e contrasta, tanto em estilo quanto no tema e no uso de variantes dialetais no lugar de idiomas formais, com a opera seria aristocrática.                                                                      | La Cilla (Michelangelo Faggioli, 1706)                   | Li zite 'ngalera (1722), Il filosofo di campagna (Galuppi, 1754), La buona figliuola (1760), Le nozze di Figaro (1786), Il barbiere di Siviglia (1816), Don Pasquale (1843) | Crispino e la comare (1850)          | Vinci, Galuppi, Duni, Piccinni, Sacchini, Salieri, Mozart, Rossini        | [ 8 ]        |
| Opéra bouffe (plural, opéras bouffes)        | Francês              | Gênero cômico da opérette que inclui sátira, paródia e farsa, fortemente associado com Offenbach e o Théâtre des Bouffes-Parisiens, onde a maioria de suas obras foram produzidas. | Orphée aux enfers (1858)                                 | La belle Hélène (1864), La Grande-Duchesse de Gérolstein (1867), La Périchole (1868)                                                                                        | Les mamelles de Tirésias (1947)      | Offenbach, Hervé, Lecocq                                                  | [ 20 ]       |
| Opéra bouffon                                | Francês              | Opera buffa tal como era executada na França do século XVIII, tanto no idioma original ou em tradução (por vezes confundida com a opéra comique.) |                                                          | Le roi Théodore à Venise (Paisiello, 1786) |                                      |                                                                           | [ 21 ]       |
| Opéra comique (plural, opéras comiques)      | Francês              | Literalmente 'ópera cômica', gênero que incluía árias, uma certa quantidade de diálogo falado (e por vezes recitativos), fortemente associada com as obras compostas para a Opéra-Comique de Paris. Os temas abordados eram sérios e trágicos, e, por vezes, leves. A sua tradição foi desenvolvida a partir das comédies en vaudevilles do início do século XVIII e duraram até o século XX, sofrendo diversas mudanças de estilo. | Télémaque (Jean-Claude Gillier, 1715)                    | La dame blanche (1825), Carmen (1875), Lakmé (1883) |                                      | Grétry, Boieldieu, Auber,                                                 | [ 5 ]        |
| Opéra comique en vaudeville                  | Francês              | Nome alternativo para a comédie en vaudeville |                                                          | |                                      |                                                                           |              |
| Opéra féerie (plural, opéras féeries)        | Francês              | Gênero de obras dos séculos XVIII/XIX baseadas em contos de fada, frequentemente envolvendo magia. |                                                          | Zémire et Azor (1771), Cendrillon (1810), La belle au bois dormant (1825)                                                                                                   |                                      | Carafa, Isouard                                                           | [ 22 ]       |
| Opéra lyrique                                | Francês              | Literalmente 'ópera lírica', gênero do fim do século XVIII e início do século XIX, menos grandioso que a grand opéra, porém sem o diálogo falado da opéra comique (termo aplicado mais ao gênero, como um todo, do que às suas obras individuais). |                                                          | |                                      | Gounod, Ambroise Thomas, Massenet                                         | [ 5 ]        |
| Opera semiseria                              | Italiano             | Literalmente 'ópera semi-séria', gênero do início e meados do século XIX, que empregava a comédia mas também, ao contrário da opera buffa, o pathos, frequentemente numa ambientação pastoral. Tipicamente apresentava um papel para um basso buffo. | Camilla (Paer, 1799)                                     | La gazza ladra (1817), Linda di Chamounix (1842) | Violetta (Mercadante, 1853)          | Paer, Rossini, Donizetti                                                  | [ 23 ]       |
| Opera seria (plural, opere serie)            | Italiano             | Literalmente 'ópera séria', estilo de ópera dominante no século XVIII não só na Itália mas em toda a Europa (com a exceção da França). Obras rigorosamente formais, que utilizavam textos baseados geralmente na história antiga, feitos por poetas-libretistas como Metastasio. Eram patrocinados e financiados pela corte e pela nobreza, e seus principais cantores eram castrati. |                                                          | Griselda (1721), Cleofide (Hasse, 1731), Ariodante (1735), Alceste (1767), La clemenza di Tito (1791)                                                                       |                                      | Alessandro Scarlatti, Vivaldi, Hasse, Handel, Gluck, Mozart               | [ 5 ] [ 24 ] |
| Opéra-tragédie                               | Francês              | Nome alternativo para a tragédie en musique |                                                          | |                                      |                                                                           | [ 25 ]       |
| Operetta                                     | Inglês (do italiano) | Literalmente 'óperinha', 'pequena ópera'. As primeiras operetas no estilo de Offenbach em inglês foram compostas por Arthur Sullivan (posteriormente com W. S. Gilbert), que as chamava de comic operas ou Óperas savoy. As obras posteriores influenciaram a ascensão do teatro musical. | Cox and Box (1866)                                       | The Mikado (1888), Merrie England (1902), Naughty Marietta (1910), Monsieur Beaucaire (1919), The Vagabond King (1925)                                                      |                                      | Sullivan, German, Herbert, Friml                                          | [ 26 ]       |
| Opérette (plural, opérettes)                 | Francês              | Opereta francesa, gênero original de ópera (tanto em termos de música quanto tema) leve que surgiu da opéra comique francesa em meados do século XIX, associado com o estilo do Segundo Império através das obras de Offenbach, embora seus exemplos mais conhecidos tenham sido designados, de maneira subgenérica, como opéras bouffes. | L'ours et le pacha (Hervé, 1842)                         | Madame Papillon (Offenbach, 1855), Les mousquetaires au couvent (1880), Les p'tites Michu (1897), Ciboulette (1923)                                                         |                                      | Hervé, Offenbach, Varney, Messager, Hahn                                  | [ 26 ]       |
| Opérette bouffe                              | Francês              | Subgênero da opérette francesa. |                                                          | La bonne d'enfant (1856), M. Choufleuri restera chez lui le . . . (1861) |                                      | Offenbach                                                                 | [ 26 ]       |
| Opérette vaudeville (ou vaudeville opérette) | Francês              | Subgênero da opérette francesa. | L'ours et le pacha (Hervé, 1842)                         | Mam'zelle Nitouche (1883) |                                      | Hervé, Victor Roger                                                       | [ 26 ]       |
| Operette (plural, operetten)                 | Alemão               | Opereta alemã, gênero vienense popular durante os séculos XIX e XX, criado sob a influência de Offenbach e que se espalhou a Berlim, Budapeste e outras cidades alemãs e do Leste Europeu. | Das Pensionat (Suppé, 1860)                              | Die Fledermaus (1874), The Merry Widow (1905), Das Land des Lächelns (1929)                                                                                                 | Frühjahrsparade (Robert Stolz, 1964) | Johann Strauss II, Lehár, Oscar Straus                                    | [ 26 ]       |
| Pasticcio                                    | Italiano             | Literally 'pastel', 'torta', uma adaptação de uma obra existente feita de maneira pouco fiel, não-autorizada ou não-autêntica. Também era utilizado para descrever uma obra única feita por diversos compositores, especialmente na Londres do início do século XVIII. |                                                          | Thomyris (Pepusch, Bononcini, Scarlatti, Gasparini, Albinoni, 1707) Muzio Scevola (1721), Ivanhoé (1826)                                                                    |                                      | Handel, Vivaldi                                                           | [ 5 ]        |
| Pièce lyrique                                | Francês              | Nome alternativo para a opéra lyrique |                                                          | |                                      |                                                                           | [ 5 ]        |
| Pastorale héroïque                           | Francês              | Tipo de ballet héroïque (opéra-ballet), geralmente em três atos com um prólogo alegórico, abordando tipicamente temas clássicos associados com a poesia pastoral. | Acis et Galatée (1686)                                   | Issé (1697), Zaïs (1748), Naïs (1749) |                                      | Lully, Rameau                                                             | [ 27 ]       |
| Posse                                        | Alemão               | Nome alternativo para a Posse mit Gesang |                                                          | |                                      |                                                                           | [ 5 ]        |
| Posse mit Gesang (plural Possen mit Gesang)  | Alemão               | Literalmente 'farsa com canto', forma de entretenimento popular do fim do século XVIII e início do século XIX, associada com Viena, Berlim e Hamburgo, semelhante ao Singspiel porém com mais ação e menos música. |                                                          | Der Alpenkönig und der Menschenfeind (Raimund, 1828) |                                      | Kreutzer, Müller, Schubert                                                | [ 5 ]        |
| Possenspiel                                  | Alemão               | Nome arcaico para a Posse mit Gesang |                                                          | |                                      |                                                                           | [ 5 ]        |
| Possenspil                                   | Alemão               | Nome arcaico para a Posse mit Gesang |                                                          | |                                      |                                                                           | [ 5 ]        |
| Rappresentazione sacra                       | Italiano             | Nome alternativo para a azione sacra |                                                          | |                                      |                                                                           | [ 28 ]       |
| Romantische Oper                             | Alemão               | Gênero do início do século XIX, derivado das antigas opéras comiques francesas, que lidava com temas 'alemães' de natureza, sobrenatural, folclore e etc. O diálogo falado, originalmente incluído em seus números musicais, eventualmente foi eliminado nas obras do gênero feitas por Richard Wagner. | Der Freischütz (1821)                                    | Hans Heiling (1833), Undine (1845), Tannhäuser (1845) | Lohengrin (1850)                     | Weber, Marschner, Lortzing, Wagner                                        | [ 5 ]        |
| Sainete                                      | Espanhol             | Literalmente Literally, 'farce' or 'titbit'. 17th/18th century genre of comic opera similar to the Italian intermezzo, performed together with larger works. Popular in Madrid in the latter 18th century. During 19th century, the Sainete was synonymous with género chico. | Il mago (1632)                                           | |                                      | Pablo Esteve, Soler, Antonio Rosales                                      | [ 5 ] [ 29 ] |
| Sainetillo                                   | Espanhol             | Diminutivo de sainete |                                                          | |                                      |                                                                           | [ 29 ]       |
| Savoy opera                                  | Inglês               | Forma de opereta ou ópera Cômica do século XIX identificada com as obras de Gilbert e Sullivan no Savoy Theatre, em Londres. | Trial by Jury (1875)                                     | The Pirates of Penzance (1880), The Mikado (1885) | A Princess of Kensington (1903)      | Sullivan                                                                  |              |
| Saynète                                      | Francês              | French for sainete. Description used for a particular style of opérette in the 19th century. |                                                          | La caravane de l'amour (Hervé, 1854), Le rêve d'une nuit d'été (Offenbach, 1855), Le valet de coeur (Planquette, 1875)                                                      |                                      | Hervé, Offenbach, Planquette                                              | [ 29 ]       |
| Schauspiel mit Gesang                        | German               | Literally, 'play with singing'. Term used by Goethe for his early libretti, though he called them Singspiele when revising them. | Erwin und Elmire (Goethe 1775)                           | Liebe nur beglückt (Reichardt, 1781), Die Teufels Mühle am Wienerberg (Müller 1799)                                                                                         |                                      |                                                                           | [ 30 ]       |
| Schuloper                                    | Alemão               | Literalmente 'ópera escolar', ópera criada no início do século XX para ser apresentada a crianças em escolas. |                                                          | Der Jasager (1930), Wir bauen eine Stadt (Hindemith, 1930) |                                      | Weill, Hindemith                                                          | [ 31 ]       |
| Semi-opera                                   | Inglês               | Forma arcaica da ópera com papeis dedicados exclusivamente à dança, à fala e ao canto, popular entre 1673 e 1710. | The Tempest (Betterton, 1674)                            | Psyche (1675), King Arthur (1691), The Fairy-Queen (1692) |                                      | Purcell                                                                   | [ 5 ]        |
| Sepolcro                                     | Italiano             | Azione sacra que tem como tema a paixão e a crucifixão de Cristo. |                                                          | |                                      | Draghi                                                                    | [ 28 ]       |
| Serenata                                     | Italiano             | Ópera curta executada na corte para comemorações, semelhante à azione teatrale (. (Also used to refer to serenades.) |                                                          | Acis and Galatea (1720), Il Parnaso confuso (Gluck 1765) |                                      | Handel, Gluck                                                             | [ 5 ]        |
| Singspiel (plural Singspiele)                | Alemão               | Gênero popular dos séculos XVIII e XIX (embora o termo já viesse sendo usado desde pelo menos o século XVI), derivada originalmente das traduções das ballad operas inglesas, porém também influenciadas pela opéra comique francesa. Continha diálogos falados, combinados a árias e baladas com características populares executadas por conjuntos musicais. Originalmente era executada por trupes de músicos viajantes, e suas tramas geralmente eram cômicas ou românticas, e frequentemente incluíam magia. Deu origem à 'ópera de resgate' alemã e à romantische Oper. | Der Teufel ist los (Johann Georg Standfuss, 1752)        | Die verwandelten Weiber (1766), Die Jagd (1770), Die Entführung aus dem Serail (1782), Abu Hassan (1811)                                                                    |                                      | Hiller, Mozart, Weber                                                     | [ 5 ] [ 30 ] |
| Situationsposse                              | Alemão               | Forma especializada da Posse mit Gesang concentrada em situações sociais. |                                                          | |                                      |                                                                           | [ 5 ]        |
| Songspiel                                    | Alemão               | Termo cunhado por Kurt Weill para atualizar o conceito do Singspiel |                                                          | Mahagonny-Songspiel (1927) |                                      | Kurt Weill                                                                | [ 5 ]        |
| Spieloper                                    | Alemão               | Gênero de óperas leves do século XIX, originária do Singspiel e, em menor escala, da opéra comique, contém diálogo falado. Spieltenor e Spielbass são tipos vocais associadas ao gênero. |                                                          | Zar und Zimmermann (1837), The Merry Wives of Windsor (1849) |                                      | Lortzing, Nicolai                                                         | [ 5 ]        |
| Syngespil                                    | Dinamarquês          | Forma do Singspiel local à Dinamarca, do fim do século XVIII e início do século XIX. |                                                          | Soliman den Anden (Sarti, 1770), Holger Danske (1787), Høstgildet (Schulz, 1790)                                                                                            |                                      | Sarti, Schulz, Kunzen                                                     | [ 5 ]        |
| Tonadilla                                    | Espanhol             | Gênero satírico do século XVIII, para um ou mais cantores, desenvolvido a partir do sainete, e executado no intervalo entre outras obras mais longas. |                                                          | La mesonera y el arriero (Luis Misón, 1757) |                                      | Antonio Guerrero, Misón, José Palomino                                    | [ 5 ]        |
| Tragédie                                     | Francês              | Nome alternativo para a tragédie en musique |                                                          | |                                      |                                                                           | [ 25 ]       |
| Tragédie en musique                          | Francês              | Gênero lírico dos séculos XVII/XVIII com temas da mitologia clássica e dos épicos italianos de Tasso e Ariosto, não necessariamente com desfechos trágicos, quase sempre com cinco atos e, por vezes, um prólogo. Árias pequenas (petits airs) contrastam com o diálogo em recitativos, e seções de coro e dança. | Cadmus et Hermione (1673)                                | Médée (1693), Scylla et Glaucus (1746) |                                      | Lully, Marais, Montéclair, Campra, Rameau                                 | [ 5 ] [ 25 ] |
| Tragédie lyrique                             | Francês              | Nome alternativo para a tragédie en musique |                                                          | |                                      |                                                                           | [ 25 ]       |
| Tragédie mise en musique                     | Francês              | Nome alternativo para a tragédie en musique |                                                          | |                                      |                                                                           | [ 25 ]       |
| Tragédie-opéra                               | Francês              | Nome alternativo para a tragédie en musique |                                                          | |                                      |                                                                           | [ 25 ]       |
| Verismo                                      | Italiano             | Movimento operístico do fim do século XIX e início do século XX inspirado pelo realismo e naturalismo literário, e associado ao pós-romantismo italiano. | Cavalleria rusticana (1890)                              | Pagliacci (1892), Tosca (1900) |                                      | Mascagni, Leoncavallo, Puccini, Giordano                                  | [ 5 ]        |
| Volksmärchen                                 | Alemão               | Nome alternativo para a Märchenoper. |                                                          | Das Donauweibchen (Kauer 1798) |                                      |                                                                           | [ 12 ]       |
| Zarzuela                                     | Espanhol             | Forma que remonta ao século XVI e dura até os dias de hoje, e inclui diálogo cantado e falado, além de dança. Tradições locais também foram desenvolvidas em Cuba e nas Filipinas. | La selva sin amor (Lope de Vega, 1627)                   | Doña Francisquita (1923), La dolorosa (1930), Luisa Fernanda (1932) |                                      | Hidalgo, Barbieri                                                         | [ 5 ]        |
| Zauberoper                                   | Alemão               | Literalmente, 'ópera mágica', gênero do fim do século XVIII e início do século XIX, especialmente associado com Viena. Obras mais formais e pesadas do que a Zauberposse, porém também com diálogos falados. | Oberon, König der Elfen (Wranitzky, 1789)                | Die Zauberflöte (1791), Das Donauweibchen, (Kauer, 1798) |                                      | Kauer, Müller, Schubert                                                   | [ 5 ]        |
| Zauberposse                                  | Alemão               | Forma especializada da Posse mit Gesang concentrada em temas mágicas. |                                                          | Der Barometermacher auf der Zauberinsel (Müller 1823) |                                      | Müller                                                                    | [ 5 ]        |
| Zeitoper (plural Zeitopern)                  | Alemão               | Literalmente 'ópera dos tempos', gênero das décadas de 1920 e 1930, utilizando personagens e temáticas contemporâneas e que incluíam referências à tecnologia moderna e à música popular. |                                                          | Jonny spielt auf (1927) |                                      | Krenek, Weill, Hindemith                                                  | [ 32 ]       |
| Zwischenspiel                                | Alemão               | Nome alemão para o intermezzo |                                                          | Pimpinone (1725) |                                      |                                                                           | [ 5 ]        |